# Ozineus dorsalis
Ozineus dorsalis är en skalbaggsart som beskrevs av Julius Melzer 1935. Ozineus dorsalis ingår i släktet Ozineus och familjen långhorningar.
Artens utbredningsområde är Costa Rica. Inga underarter finns listade i Catalogue of Life.